# Giải quần vợt Wimbledon 1892 - Đơn nữ
Blanche Hillyard đánh bại Maud Shackle 6–1, 6–4 trong All Comers' Final, tuy nhiên đương kim vô địch Lottie Dod đánh bại Bingley Hillyard 6-1, 6-1 trong Challenge Round để giành chức vô địch Đơn nữ tại Giải quần vợt Wimbledon 1892.

## Kết quả

### Từ viết tắt
| - Q = Vòng loại - WC = Đặc cách - LL = Thua cuộc may mắn - Alt = Thay thế - SE = Miễn đặc biệt | - PR = Bảo toàn thứ hạng - w/o = Thắng nhờ đối thủ rút lui trước trận đấu - r = Bỏ cuộc giữa trận đấu - d = Bị xử thua - SR = Xếp hạng đặc biệt |

### Challenge round
|  | Challenge Round  |                  |   |   |  |  |
|  |                  |                  |   |   |  |  |
|  | Blanche Hillyard | Blanche Hillyard | 1 | 1 |  |  |
|  | Blanche Hillyard | Blanche Hillyard | 1 | 1 |  |  |
|  | Lottie Dod       | Lottie Dod       | 6 | 6 |  |  |

### All Comers'
|  | Tứ kết           | Tứ kết           | Tứ kết | Tứ kết | Tứ kết |  |  | Bán kết          | Bán kết          | Bán kết          | Bán kết          | Bán kết |   |  | Chung kết    | Chung kết    | Chung kết | Chung kết | Chung kết |  |
|  |                  |                  |        |        |        |  |  |                  |                  |                  |                  |         |   |  |              |              |           |           |           |  |
|  | Bertha Steedman  | Bertha Steedman  | 6      | 6      |        |  |  |                  |                  |                  |                  |         |   |  |              |              |           |           |           |  |
|  | Miss Barefoot    | Miss Barefoot    | 0      | 1      |        |  |  | Bertha Steedman  | Bertha Steedman  | 4                | 3                |         |   |  |              |              |           |           |           |  |
|  | Maud Shackle     | Maud Shackle     | 6      | 6      |        |  |  | Maud Shackle     | Maud Shackle     | 6                | 6                |         |   |  |              |              |           |           |           |  |
|  | Helen Jackson    | Helen Jackson    | 3      | 4      |        |  |  |                  |                  |                  |                  |         |   |  | Maud Shackle | Maud Shackle | 1         | 4         |           |  |
|  | Blanche Hillyard | Blanche Hillyard | 6      | 6      |        |  |  |                  |                  | Blanche Hillyard | Blanche Hillyard | 6       | 6 |  |              |              |           |           |           |  |
|  | Beatrice Draffen | Beatrice Draffen | 2      | 2      |        |  |  | Blanche Hillyard | Blanche Hillyard | 1                | 6                | 9       |   |  |              |              |           |           |           |  |
|  |                  |                  |        |        |        |  |  | A Martin         | A Martin         | 6                | 3                | 7       |   |  |              |              |           |           |           |  |